# Petar Mladenov
Petar Toshev Mladenov (em búlgaro: Петър Тошев Младенов; Toshevtsi, 22 de agosto de 1936 – Sófia, 31 de maio de 2000) foi um diplomata e político comunista búlgaro. Ele foi o último líder da República Popular da Bulgária de 1989 a 1990 e, por um breve período, o primeiro presidente da República da Bulgária em 1990.

## Biografia
Mladenov nasceu em uma família de camponeses na aldeia de Toshevtsi, província de Vidin, em 22 de agosto de 1936. Seu pai era um guerrilheiro antifascista morto em ação em 1944.

## Carreira
Mladenov serviu como primeiro secretário do comitê do partido na província de Vidin de 1969 a 1971. Ingressou no Politburo e tornou-se ministro das Relações Exteriores em 1971, cargo que ocupou por 18 anos. No mesmo ano, foi eleito para a Assembleia Nacional. Foi um dos colaboradores mais próximos do líder de longa data Todor Jivkov.

### Papel na derrubada de Jivkov
Durante a década de 1980, Mladenov sentiu-se atraído pelos esforços de reforma de Mikhail Gorbachev. Ele viu uma oportunidade de mudar a imagem da Bulgária como um dos países menos reformados do Bloco Oriental. Em maio de 1989, Jivkov ordenou a expulsão da maioria dos turcos étnicos da Bulgária. Isso gerou condenação internacional quase unânime. Mladenov, que havia lidado com a maioria das queixas internacionais, ficou particularmente chateado porque a expulsão violava um acordo internacional de direitos humanos que ele havia assinado quatro meses antes.
Vários outros altos funcionários, incluindo o Ministro da Defesa Dobri Dzhurov, o Primeiro-ministro Georgi Atanasov e o Ministro das Finanças Andrey Lukanov, também ficaram chateados com Jivkov pela expulsão. Junto com Mladenov, eles começaram a conspirar para derrubar Jivkov. Embora Lukanov tenha feito a maior parte do trabalho organizacional, foi decidido que Mladenov seria o novo líder do partido. Na cúpula anual do Pacto de Varsóvia, ele se encontrou com Mikhail Gorbachev e obteve seu apoio tácito para remover Jivkov.
Em outubro de 1989, Mladenov organizou uma conferência ambiental envolvendo 35 países e convidou a ONG búlgara Ecoglasnost para participar. Dez dias após o início da conferência, vários membros da Ecoglasnost foram espancados pela Darzhavna Sigurnost (polícia secreta) e pela milícia, sob ordens de Jivkov. Quando Mladenov descobriu o ocorrido, decidiu que Jivkov deveria ir embora.
Em 24 de outubro, Mladenov renunciou ao cargo de ministro das Relações Exteriores. Sua carta de renúncia foi uma condenação mordaz à maneira como Jivkov governava o país. Suspeitando que Jivkov pudesse tentar matá-lo, ele enviou uma cópia da carta a todo o Politburo, bem como a Gorbachev. Em 9 de novembro, logo após retornar de uma viagem à China, Mladenov e seus colegas persuadiram Jivkov a renunciar (sob ameaça de execução), o que ele fez no dia seguinte. Mladenov foi então eleito para os antigos cargos de Jivkov como secretário-geral do partido e presidente do Conselho de Estado. Este último cargo era equivalente ao de presidente.
Tendo visto a queda dos outros governos do Bloco de Leste, Mladenov embarcou numa política governamental muito mais aberta na esperança de provocar mudanças vindas de cima. No seu primeiro discurso ao Comité Central como líder do país, afirmou que não havia "alternativa à reestruturação" tanto da economia como do clima político, que nas suas formas anteriores tinham "prejudicado o progresso da nossa sociedade em todas as esferas". Também declarou o seu compromisso em tornar a Bulgária "um país moderno, democrático e legal". Para esse fim, fez saber que apoiava eleições livres, um papel mais importante para o legislativo e outras reformas.
Apesar das promessas de reformas de Mladenov, o povo saiu às ruas quase todos os dias para exigir mais liberdade. Curvando-se ao inevitável, em 11 de dezembro, Mladenov anunciou em um discurso televisionado nacionalmente aos líderes do partido que o Partido Comunista tinha que desistir de seu direito garantido de governar. A posição do BCP no estado, disse ele, não poderia mais ser "declarada administrativamente", mas, em vez disso, tinha que ser conquistada "da confiança do povo". Para esse fim, Mladenov declarou que o BCP tinha que "adotar o princípio de um sistema multipartidário". Ele também pediu eleições multipartidárias até a primavera de 1990. Três dias depois, em 14 de dezembro — o mesmo dia em que Jivkov foi expulso do partido — o Comitê Central do BCP pediu à Assembleia Nacional que eliminasse as disposições da Constituição de Jivkov que consagravam seu papel de liderança. O Comitê Central também endossou eleições antecipadas na primavera. Essas eleições foram realizadas em junho de 1990.

### Transição para a Democracia
O passo legal final para acabar com o regime comunista na Bulgária ocorreu em 2 de janeiro de 1990; quando a Assembleia Nacional alterou a constituição para remover o Artigo 1, que consagrava o papel de liderança do Partido Comunista. No entanto, para todos os efeitos, o regime comunista havia terminado um mês antes, quando o Comitê Central renunciou formalmente ao seu direito garantido de governar.
Em 2 de fevereiro, em um esforço para mudar a imagem do partido antes das próximas eleições, o cargo de secretário-geral foi substituído pelo cargo de presidente do partido. Mladenov deixou o cargo de líder do partido, e Alexander Lilov foi escolhido para assumir o novo cargo. A renúncia de Mladenov como líder do partido removeu o estigma da interferência do partido no governo. Em 3 de abril, o Conselho de Estado foi extinto e substituído por uma presidência executiva. Mladenov foi eleito como o primeiro titular deste cargo pela Assembleia Nacional.
Em abril de 1990, o Partido Comunista se reorganizou como um partido social-democrata de estilo ocidental, o Partido Socialista Búlgaro.
Mladenov renunciou ao cargo de presidente em julho de 1990 após supostamente sugerir o uso de tanques contra manifestações antigovernamentais em dezembro de 1989, garantindo um lugar na história com a frase "É melhor que os tanques venham" (em búlgaro: По-добре танковете да дойдат). Ele não concorreu nas eleições de 1990 e se aposentou da vida pública.

## Morte
Mladenov foi submetido a uma cirurgia de ponte de safena em Houston em 1986, o que o deixou com a saúde debilitada nos anos seguintes. Ele faleceu em 31 de maio de 2000, em Sófia.